# Ambre
|  | Aquest article tracta sobre el mineral. Si cerqueu el color, vegeu « ambre (color)». |

L'ambre és una resina fòssil de color groc, castany o vermell clar que sol ser translúcid. L'ambre acostuma a trobar-se en sediments recents en forma de grans o nòduls. Alguns exemplars són rellevants ja que contenen fòssils. És considerada l'única pedra preciosa d'origen vegetal. El seu nom significa “que sura al mar”. S'usa en joieria des del segle v aC, ja que és molt apreciat pel seu color i en medicina tradicional.
Hi ha cinc classes d'ambre, definides en funció dels seus constituents químics. Com que s'origina com una resina d'arbre suau i enganxosa, l'ambre de vegades conté material animal i vegetal com a inclusions.

## Etimologia
El terme «ambre» deriva de l'àrab «'anbar» (عنبر) i, aquest, del pahlavi «ambar». La paraula feia referència al que avui es coneix com ambre gris. El terme va arribar al català a través del llatí medieval. La primera font coneguda en català data del segle xiv (Llull).
Els noms clàssics de l'ambre, llatí electrum i grec antic ἤλεκτρον (ēlektron), estan connectats amb un terme ἠλέκτωρ (ēlektōr) que significa "sol radiant". Segons el mite, quan Faetont fill d'Hèlios (el Sol) va ser assassinat, les seves germanes de dol es van convertir en arbres pollancs, i les seves llàgrimes es van convertir en elektron, ambre. La paraula elektron va donar lloc a les paraules elèctric, electricitat i els seus parents a causa de la capacitat de l'ambre de suportar una càrrega d'electricitat estàtica.

## Composició i formació
L'ambre és heterogeni en composició, però consta de diverses substàncies resinoses més o menys solubles en etanol, èter i cloroform, associat a una substància bituminosa insoluble. L'ambre és una macromolècula formada per polimerització per radicals lliures.
La major part de l'ambre té una duresa entre 2,0 i 2,5 a l'escala de Mohs, un índex de refracció d'1,5 a 1,6, una densitat relativa entre 1,06 i 1,10, i un punt de fusió de 250–300 °C.
Escalfat per sobre de 200 °C, l'ambre es descompon, donant un oli d'ambre i deixa un residu negre que es coneix com a "colofònia ambre"; quan es dissol en oli de trementina o en oli de llinosa, això forma "vernís ambre" o "laca ambre".
La polimerització molecular, resultant de les altes pressions i temperatures produïdes pel sediment superposat, transforma primer la resina en copal. La calor i la pressió sostingudes expulsen els terpens i produeixen la formació d'ambre. Perquè això passi, la resina ha de ser resistent a la descomposició. Molts arbres produeixen resina, però en la majoria dels casos aquest dipòsit es degrada per processos físics i biològics. L'exposició a la llum solar, la pluja, els microorganismes i les temperatures extremes tendeixen a desintegrar la resina. Perquè la resina sobrevisqui el temps suficient per convertir-se en ambre, ha de ser resistent a aquestes forces o produir-se en condicions que les excloguin.
Les resines fòssils d'Europa es divideixen en dues categories, els ambres bàltics i una altra que s'assembla al grup Agathis. Les resines fòssils d'Amèrica i Àfrica estan estretament relacionades amb el gènere modern Hymenaea, mentre que els ambre bàltics es creu que són resines fòssils de plantes de la família Sciadopityaceae que van viure al nord d'Europa.

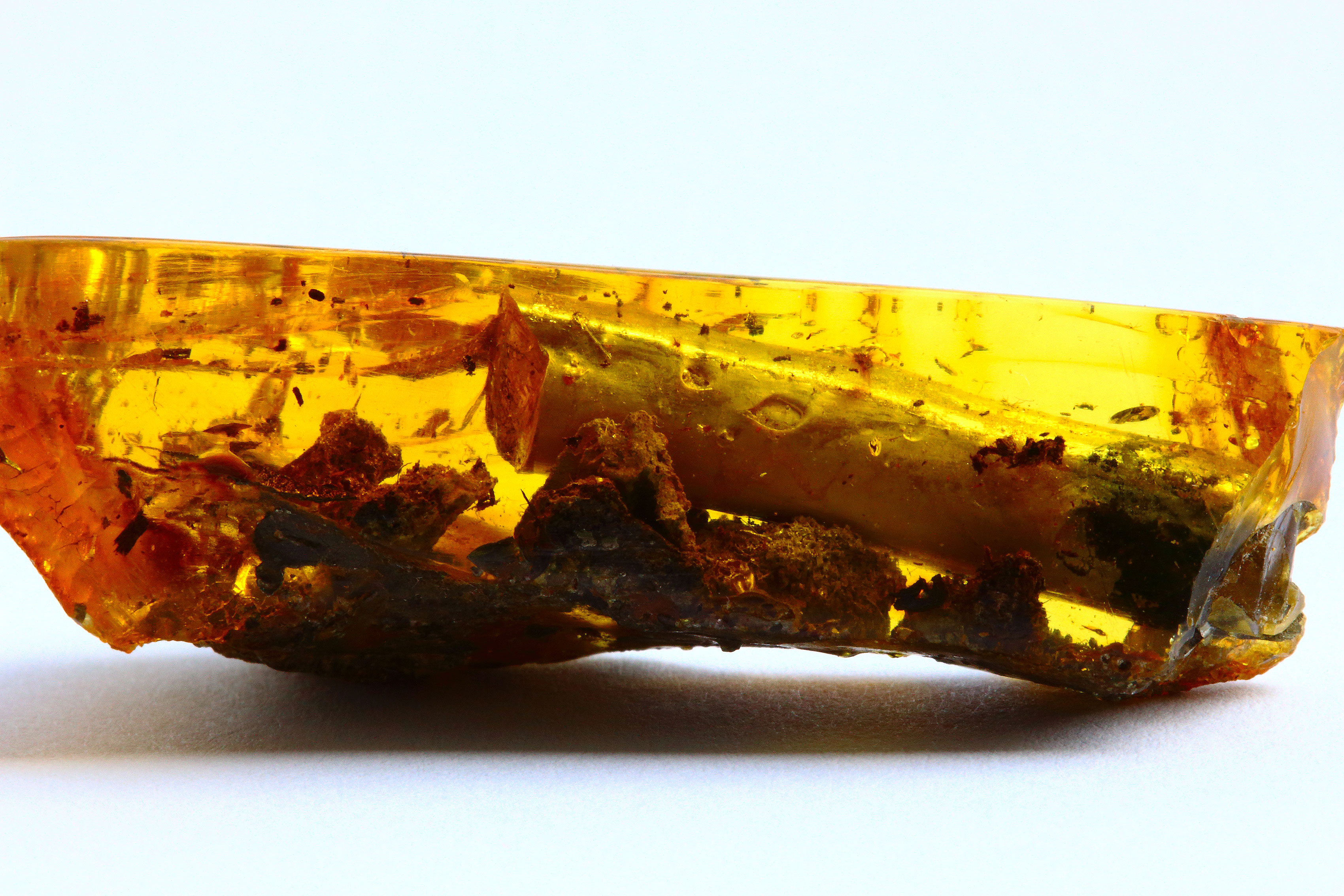
Ambre bàltic amb inclusions

El desenvolupament anormal de la resina als arbres vius (succinosi) pot donar lloc a la formació d'ambre.
Molt sovint es troben presents impureses, especialment quan la resina ha caigut sobre el terra, de manera que el material pot ser inútil excepte per a la fabricació de vernís. Es defineixen per inclusions les diferents restes, quan la resina les captura i les preserva dins de l'ambre en fossilitzar-se. Poden ser des de bombolles d'aire fins a xicotets éssers vius vegetals (com fulles, etc.), o animals (com formigues, aranyes, etc.). Aquesta inclusió d'altres substàncies pot provocar que l'ambre tingui un color inesperat. Les pirites poden donar un color blavós. El ambre ossi deu la seva opacitat tèrbola a les nombroses bombolles diminutes dins de la resina. En ambre fosc i fins i tot opac, les inclusions es poden visualitzar mitjançant Raigs X d'alta energia, alt contrast i alta resolució.

## Aparença

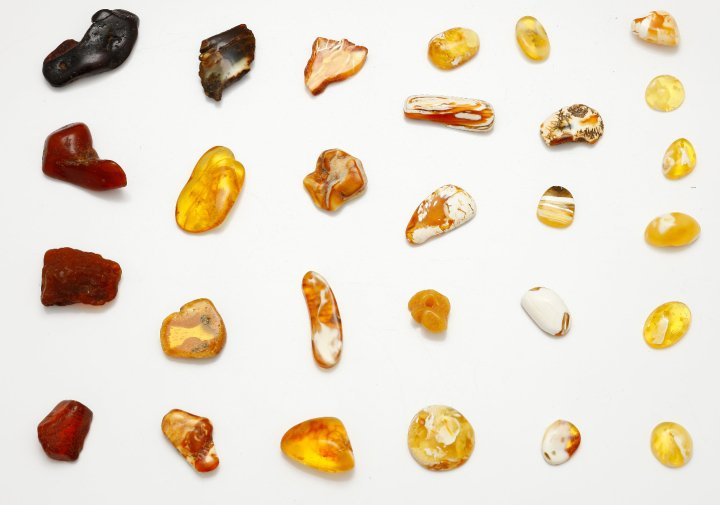
Colors únics de l'ambre bàltic. Pedres polides.

L'ambre es presenta en una gamma de colors diferents. A més de l'habitual groc-taronja-marró amb què se l'associa, l'ambre pot variar des d'un color blanquinós passant per un groc llimona pàl·lid, fins a marró i gairebé negre. Altres colors poc comuns inclouen el vermell, el verd i fins i tot l'ambre blau, que és rar i molt buscat.
De vegades, l'ambre conserva la forma de gotes i estalactites, tal com emanava dels conductes i receptacles dels arbres ferits. Es creu que, a més de La resina d'ambre també va fluir originalment a la superfície de l'arbre en cavitats buides o esquerdes dins dels arbres, donant lloc així al desenvolupament de grans grumolls d'ambre de forma irregular.

## Classificació
L'ambre es pot classificar en diverses formes. Bàsicament, hi ha dos tipus de resina vegetal amb potencial de fossilització. Els terpenoides, produïts per coníferes i angiospermes, consisteixen en estructures anul·lars formades per unitats d'isoprè (C5H 8). Les resines fenòliques avui només les produeixen les angiospermes, i tendeixen a servir per a usos funcionals. Les extintes Medullosales (un ordre inclòs dins els pteridospermatòfits) van produir un tercer tipus de resina, que sovint es troba en forma d'ambre a les seves venes. La composició de les resines és molt variable; cada espècie produeix una combinació única de productes químics que es poden identificar mitjançant l'ús de la piròlisi–cromatografia de gasos–espectrometria de masses. La composició química i estructural general és utilitzada per classificar els ambres en cinc tipus.

## Registre geològic

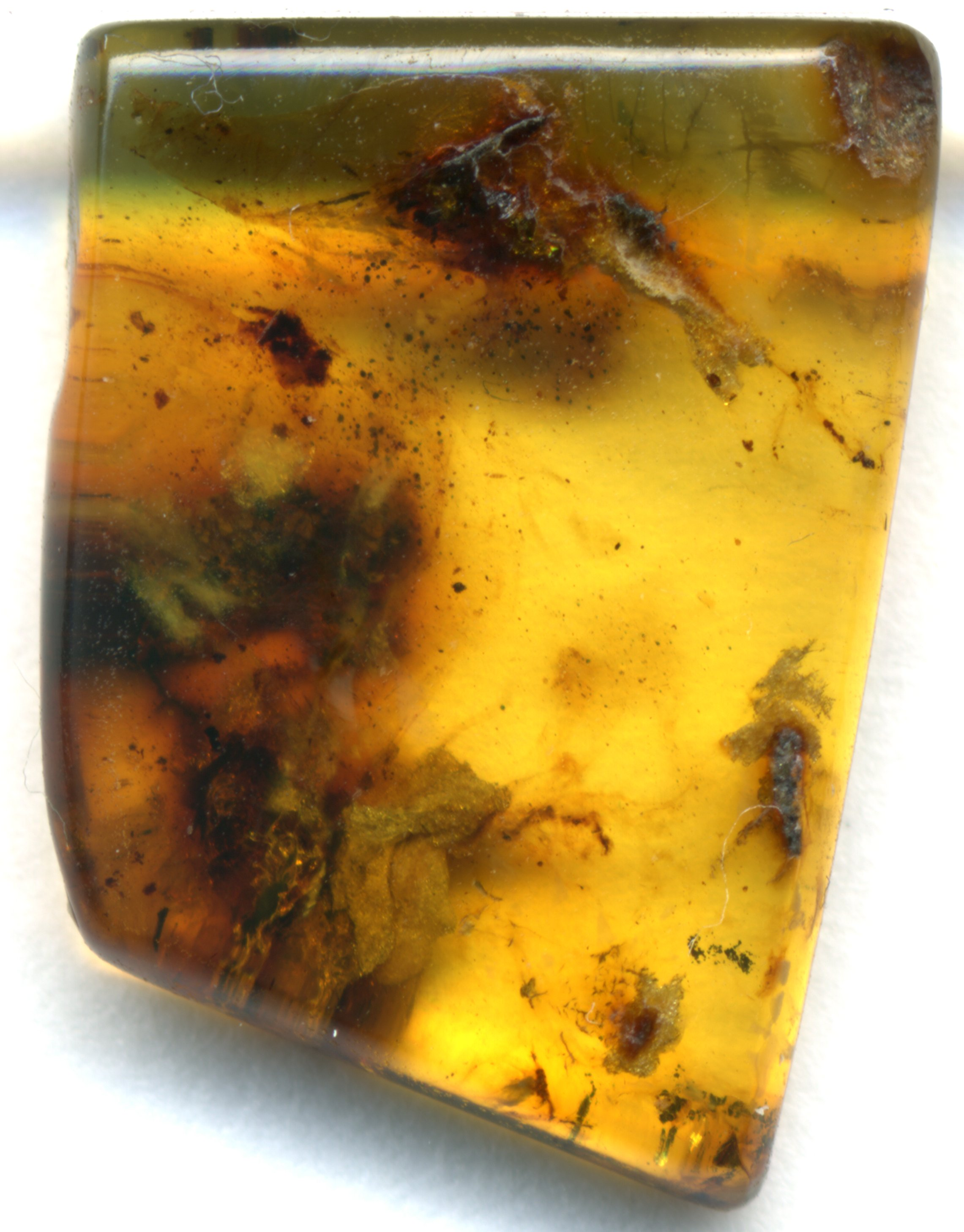
Espécimen d'ambre típic amb diverses inclusions indistintes

L'ambre més antic recuperat data del període Carbonífer final (320 milions d'anys). La seva composició química fa difícil de combinar l'ambre amb els seus productors: és més semblant a les resines produïdes per les plantes amb flors; tanmateix, les primeres plantes amb flors van aparèixer al Cretaci inferior, uns 200 milions d'anys després de l'ambre més antic que es coneix fins ara, i no van ser habituals fins al Cretaci superior. L'ambre es fa abundant molt després del Carbonífer, al Cretaci inferior, quan es troba en associació amb insectes. L'ambre més antic amb inclusions d'artròpodes prové del Triàsic tardà (Carnià final  230 Ma) d'Itàlia, on es van trobar quatre àcars microscòpics (0,2–0,1 mm), Triasacarus, Ampezzoa, Minyacarus i Cheirolepidoptus, i una mosca nematocera mal conservada en gotes d'ambres mil·límetriques. L'ambre més antic amb un nombre significatiu d'inclusions d'artròpodes prové del Líban. Aquest ambre libanès, té aproximadament entre 125 i 135 milions d'anys, es considera d'alt valor científic, ja que proporciona proves d'alguns dels ecosistemes mostrejats més antics.
Al Líban, un paleontòleg i entomòleg libanès, Dany Azar, va descobrir més de 450 afloraments d'ambre del Cretaci inferior. Entre aquests afloraments, 20 han produït inclusions biològiques que comprenen els representants més antics de diverses famílies recents d'artròpodes terrestres. Posteriorment també s'ha trobat ambre juràssic més antic al Líban. Recentment es van descobrir molts insectes i aranyes notables a l'ambre de Jordània, inclosos els zoràpters més antics, els clèrids, paneroles umenocoleides i fulgoroïdeus achiliids.

### Importància paleontològica
L'ambre és un mode de conservació únic, conservant parts d'organismes d'altra manera no fossilitzables; com a tal, és útil en la reconstrucció d'ecosistemes i organismes; la composició química de la resina, però, té una utilitat limitada per reconstruir l'afinitat filogenètica del productor de la resina a la resina tal com va ser secretada. Insectes, aranyes i fins i tot les seves teranyines, anèlids, anurs, crustacis, bacteris i ameboides, microfòssils marins, fusta, flors i fruites, cabells, plomes i altres organismes petits s'han recuperat als ambres del Cretaci (dipositats c. 130 milions d'anys).

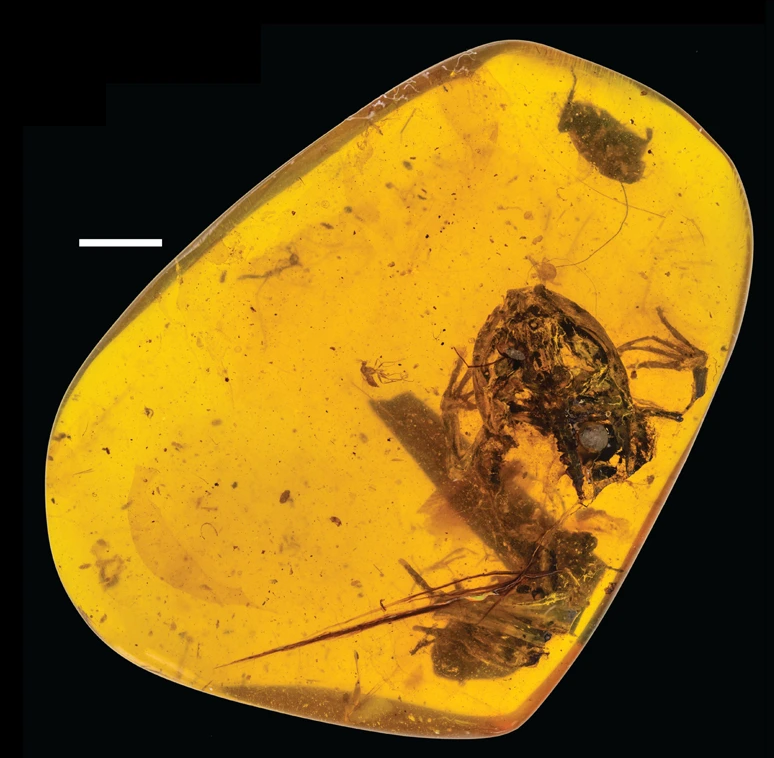
Esquelet de granota conservat a l'ambre birmà de mitjans del Cretaci.

La preservació d'organismes prehistòrics en ambre forma un punt clau de la trama a la novel·la de Michael Crichton de 1990 Parc Juràssic i l'adaptació cinematogràfica de 1993 de Steven Spielberg. A la història, els científics són capaços d'extreure la sang conservada dels dinosaures dels mosquits prehistòrics atrapats a l'ambre, del qual clonen genèticament dinosaures vius. Científicament això és encara impossible, ja que cap ambre amb mosquits fossilitzats ha donat mai sang conservada. L'ambre, però, afavoreix la conservació de l'ADN, ja que es deshidrata i, per tant, estabilitza els organismes atrapats al seu interior. Una projecció de 1999 estimava que l'ADN atrapat a l'ambre podria durar fins a 100 milions d'anys, molt més enllà de la majoria de les estimacions d'un milió d'anys en les condicions més ideals, tot i que un estudi posterior del 2013 no va poder extreure l'ADN d'insectes atrapats en un copal de l'Holocè molt més recent. El 1938, David Attenborough de 12 anys (germà de Richard que va interpretar a John Hammond a Parc Juràssic) va rebre un tros d'ambre que conté criatures prehistòriques de la seva germana adoptiva; seria el focus del seu documental de la BBC de 2004 The Amber Time Machine.

## Usos

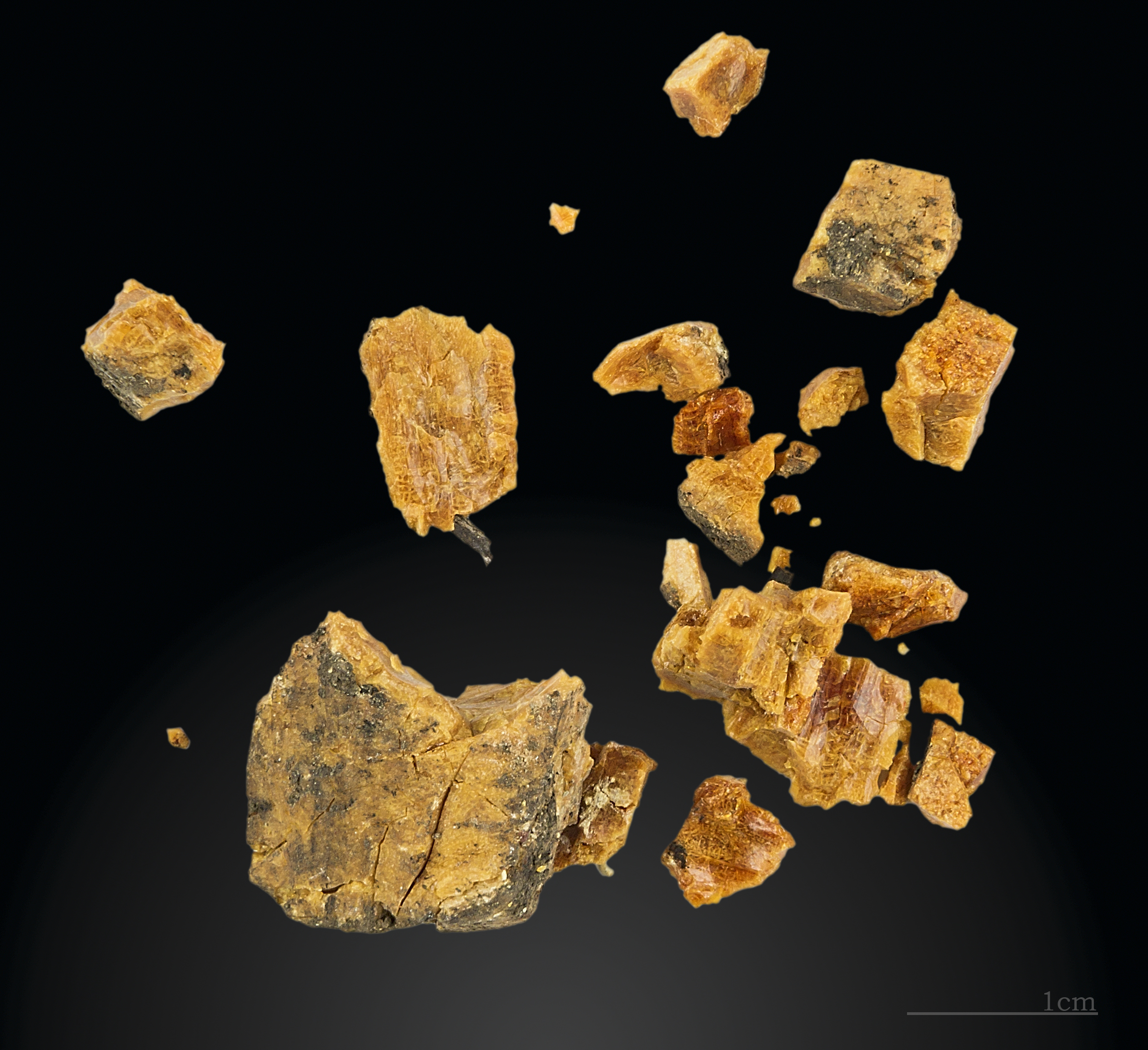
Ambre solutrià d'Altamira al Museu de Tolosa

L'ambre s'ha utilitzat des de la prehistòria (solutreà) en la fabricació de joies i ornaments, i també en la medicina popular.

### Joieria

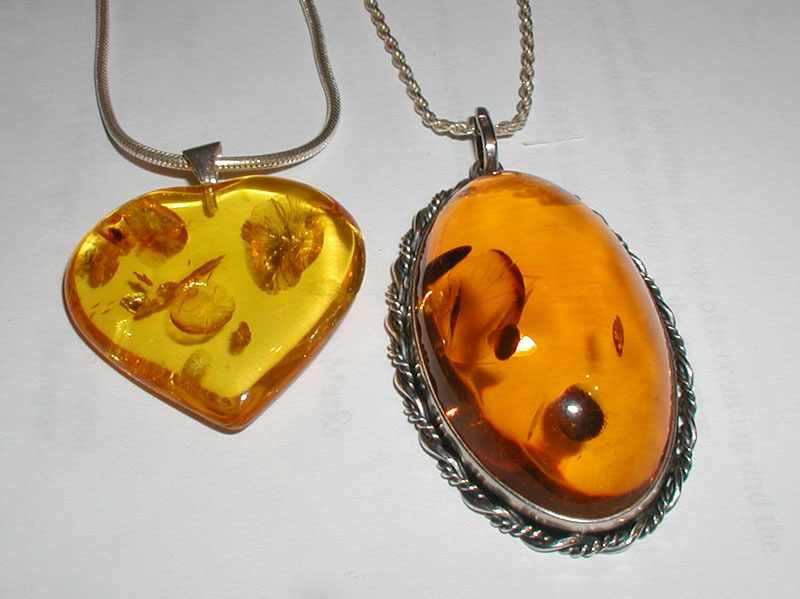
Penjolls fets d'ambre. El penjoll ovalat és de 52 per 32 mm.

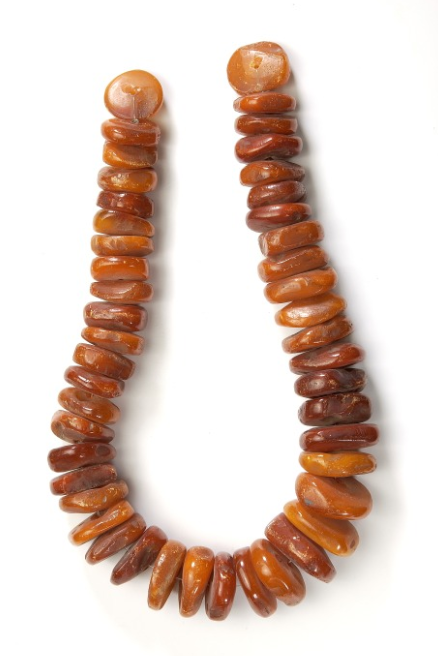
Collaret d'ambre del 2000 al 1000 aC

L'ambre s'ha utilitzat com a joieria des de l'Edat de Pedra, des de fa 13.000 anys. S'han trobat ornaments d'ambre a les tombes micèniques i en altres llocs d'Europa. Fins al dia d'avui s'utilitza en la fabricació d'embocadors per fumar i per bufar vidre. El lloc d'Amber en la cultura i la tradició li atorga un valor turístic; el museu de l'ambre de Palanga està dedicat a la resina fossilitzada.

### Usos medicinals històrics
L'ambre s'ha utilitzat durant molt de temps en la medicina popular per les seves suposades propietats curatives. L'ambre i els seus extractes es van utilitzar des de l'època d'Hipòcrates a l'antiga Grècia per a una gran varietat de tractaments durant l'Edat Mitjana i fins a principis del segle xx. La medicina tradicional xinesa fa servir l'ambre per "tranquil·litzar la ment".
Els collarets d'ambre són un remei europeu tradicional per al còlic o dolor a la dentició amb suposades propietats analgèsiques de l'àcid succínic, tot i que no hi ha evidència que aquest sigui eficaç. L'Acadèmia Americana de Pediatria i la FDA han advertit fermament contra el seu ús, ja que presenten tant un perill d'asfixia com d'estrangulació.
Les petites escultures d'ambre xineses servien per a assegurar la fecunditat d'una parella, per això s'usa com a ingredient en certs filtres d'amor orientals (tradició present també a l'Europa medieval, com ho prova la ruta de l'Ambre).

### Olor d'ambre i perfumeria ambre
A l'antiga Xina, era costum cremar ambre durant les grans festivitats. Si l'ambre s'escalfa en les condicions adequades, es produeix oli d'ambre, i en èpoques passats aquest es combinava acuradament amb àcid nítric per crear "almesc artificial": una resina amb una peculiar olor mescós. Encara que quan crema, l'ambre emet una fragància característica de "fusta de pi", els productes moderns, com el perfum, normalment no utilitzen l'ambre real perquè l'ambre fossilitzat produeix molt poca olor. En perfumeria, sovint es creen i patenten les aromes denominades "ambre" per imitar l'opulenta calor daurada del fòssil.
L'olor de l'ambre es va derivar originàriament d'emular l'olor de l'ambre gris i/o la resina vegetal làdan, però com que els catxalots estan en perill d'extinció, ara l'olor de l'ambre deriva en gran part del làdan. El terme "ambre" s'utilitza de manera vaga per descriure una olor càlida, mescosa, rica i semblant a la mel, i també una mica terrosa. La benzoïna sol formar part de la recepta. De vegades s'utilitzen vainilla i clavell per millorar l'aroma. Els perfums "ambre" es poden crear amb combinacions de làdan, resina de benjuí, copal (un tipus de resina d'arbre que s'utilitza en la fabricació d'encens), vainilla, resina Dammara i/o materials sintètics.
En la tradició àrab musulmana, les olors populars inclouen ambre, gessamí, mesc i àloe.

### Altres
Brillat Savarin defensava una recepta de xocolata a l'ambre.
Un ús típic combinava les pipes d'escuma de mar amb els broquets d'ambre.

## Galeria d'imatges

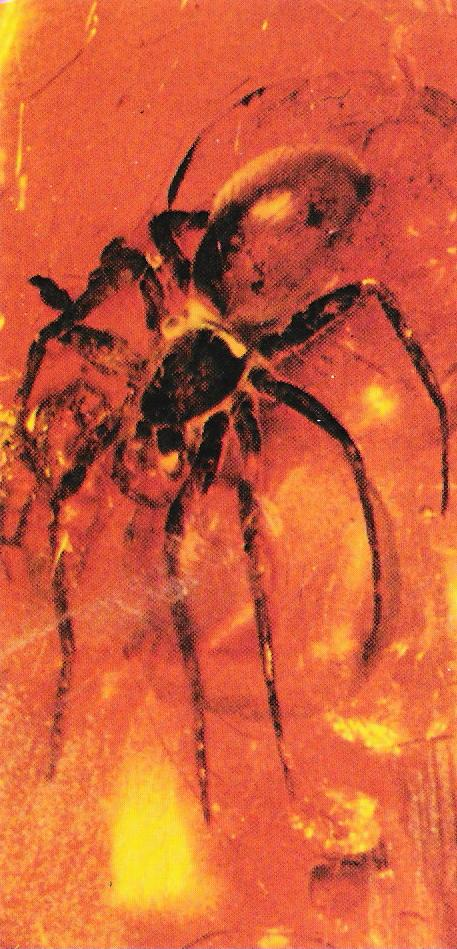
Aranya fossilitzada a l'ambre
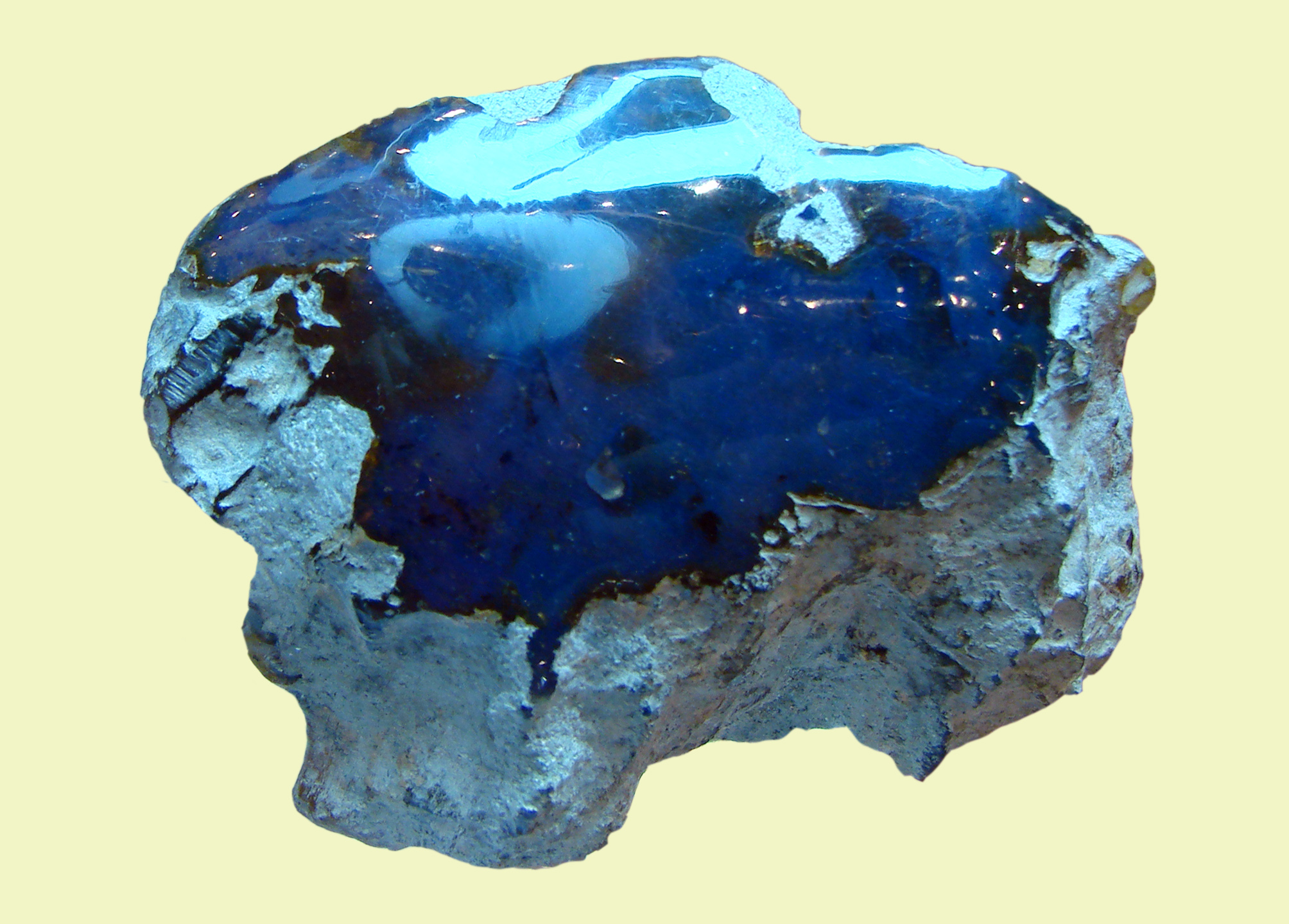
Ambre blau de la República Dominicana
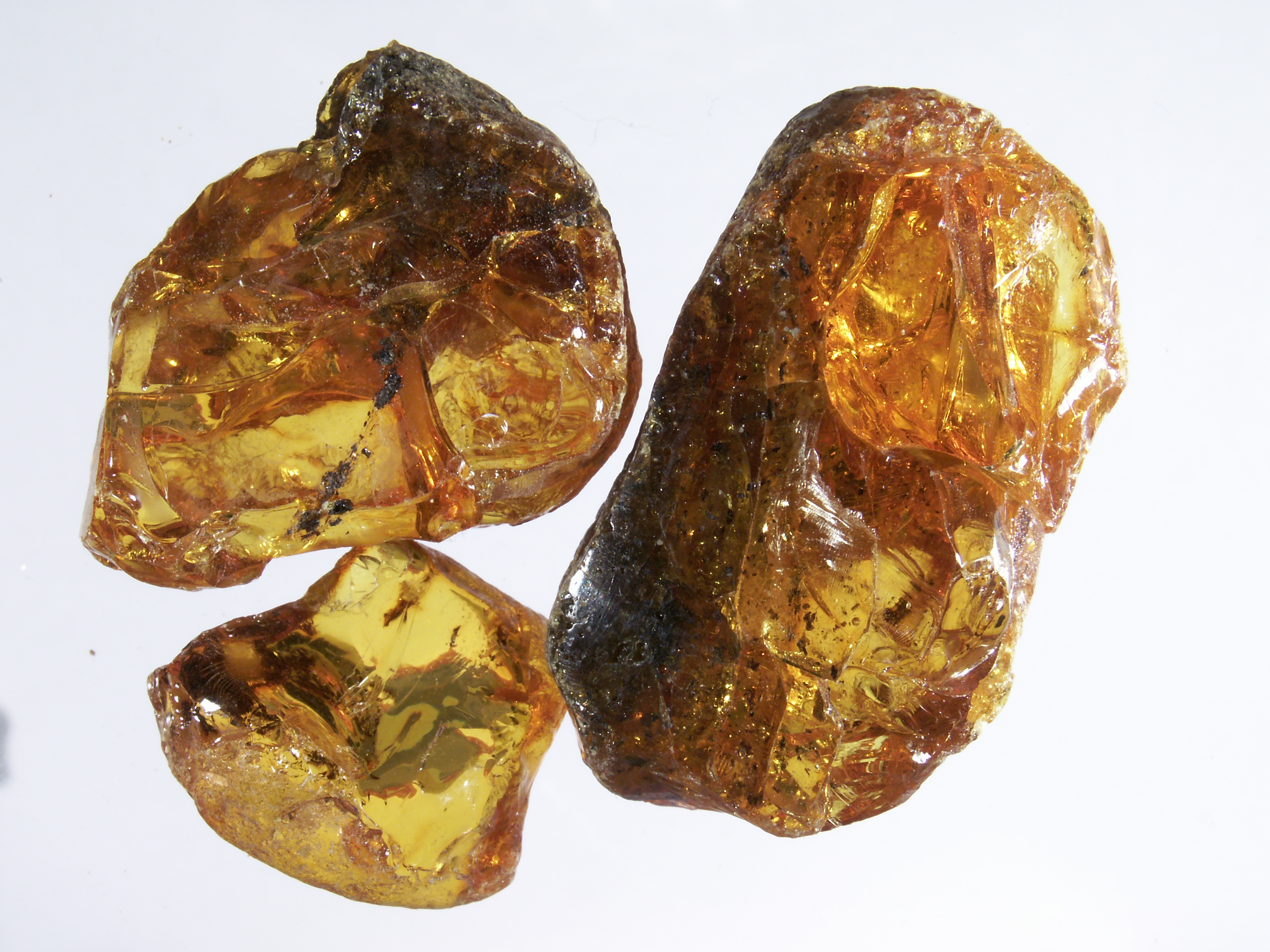
Ambre de Bitterfeld